# Filip Dinev
Filip Dinev (* 1995) ist ein nordmazedonischer Jazzmusiker (Gitarre, Komposition).

## Leben und Wirken
Dinev stammt aus einer Familie, die mit der Band Zijan die Rockmusik Mazedoniens stark geprägt hat, und lernte zunächst autodidaktisch Gitarre. Er begann seine Hochschulausbildung in Mazedonien und studierte ein Jahr an der Franz-Liszt-Musikakademie in Budapest, um von 2020 bis 2022 sein Studium an der Hochschule für Musik und Theater Hamburg mit einem Master abzuschließen.
Dinev legte im Jahr 2020 sein Debütalbum Szevtlo vor, das mit dem ungarischen Bassisten Dániel Arday und dem Schlagzeuger Pierre Martin entstand. Er trat international auf. 2024 folgte, wiederum als Eigenproduktion, sein zweites Album Romann, das er im Trio mit Tilman Oberbeck am Kontrabass und Jan Zeimetz an Schlagzeug und Perkussion einspielte. Es zeichnet sich durch große Energiekontraste aus, die durch Dinevs melodischen Gitarrenansatz und einen rauen, organischen Produktionsstil verbunden sind. Er gehörte auch zur Hamburger Birdland Bigband.
Dinev wurde 2021 beim Jazz Factory Festival in Nordmazedonien als „bester junger Jazzmusiker“ ausgezeichnet.